# Offensiva di primavera (1941)
L'offensiva italiana di primavera del 1941 (anche conosciuta come "operazione Primavera") fu un'offensiva della campagna italiana di Grecia durata dal 9 al 16 marzo 1941.
L'offensiva fu l'ultimo tentativo italiano di sconfiggere l'esercito greco, che era già penetrato profondamente nell'Albania Italiana; l'inizio delle ostilità fu supervisionato personalmente da Benito Mussolini arrivato a Tirana il 2 marzo 1941 ma finì una settimana dopo con un completo fallimento.
L'intera operazione fu inizialmente catalogata dalla propaganda fascista come il presupposto, sia pure doloroso, della conquista della Grecia dell'aprile 1941, successivamente all'intervento della Germania nazista . La storiografia post guerra è invece concorde nel considerare l'Offensiva di Primavera come un'azione mal pianificata e mal gestita, con impressionanti sacrifici in termini di vite umane a fronte di guadagni territoriali pressoché nulli .

## Antefatti
Il 28 Ottobre 1940, l'Italia fascista emette la dichiarazione di guerra alla Grecia. L'invasione parte dal territorio albanese già annesso all'Italia nel 1939. I primi mesi di guerra, protrattisi per tutto l'inverno del 1940 portano ad una situazione essenzialmente sfavorevole agli invasori italiani i quali, a fronte di numerose perdite umane, si ritrovano ricacciati indietro di svariati chilometri dal contro assalto greco. Nel febbraio 1941 iniziarono i preparativi italiani per una azione di sfondamento imponente che risollevasse le sorti di una guerra ormai in stallo. Benito Mussolini si trovava, tra l'altro, nella fretta di anticipare le mosse di Hitler, già intenzionato egli stesso all'espansione nei Balcani, pur se in territori diversi.

## Operazioni
Le operazioni furono comandate dallo stesso Benito Mussolini, giunto a Tirana il 2 Marzo 1941 a bordo di un aereo da egli stesso pilotato. Gli storici postumi ritengono tuttavia che la presenza del Duce possa essere considerata esclusivamente un'azione di propaganda. L'uomo a capo delle operazioni era infatti il Generale Ugo Cavallero, di fresca nomina a capo della Campagna di Grecia.
L'offensiva era inizialmente prevista per i primi giorni di Marzo, ma le difficoltà operative nello schierare l'esercito italiano nell'aspra regione albanese afferente al Distretto di Argirocastro, ne fecero slittare l'inizio al 9 marzo. Quella mattina cominciò un pesante bombardamento di artiglieria, con l'ausilio dell'aeronautica, seguito da numerosi assalti tutti con esito pressoché nullo per l'Italia a fronte di perdite sanguinose per entrambi gli eserciti. Lo stesso copione si ripeté nei giorni successivi, fino al 16 marzo, quando si giunse ad un nuovo stallo. Le operazioni si svolsero principalmente nell'area tra i fiumi Osum e Vojussa, dominata dalla catena montuosa del Trebeshines.
Già il 14 marzo, il generale Cavallero realizzò che l'offensiva era sostanzialmente fallita, con l'aggravante di un bilancio pesantissimo tra morti e feriti, rendendone una delle peggiori iniziative belliche della Seconda Guerra Mondiale.
I maggiori scontri avvennero nella cosiddetta Battaglia di Cima 731 (assalita dai soldati italiani almeno 18 volte) consacrata dagli italiani che vi eressero un monumento ai loro numerosi caduti.

## Conseguenze
Mussolini in persona ammise che il risultato dell'offensiva italiana fu zero. Le perdite italiane ammontarono a oltre 11 800 tra morti e feriti, mentre i greci subirono 1 243 uccisi, 4 016 feriti e 42 dispersi. L'Offensiva di Primavera è ritenuta dagli storici postumi un avvenimento chiave per le sorti dell'intera Seconda Guerra Mondiale in quanto, dopo il fallimento italiano, Hitler prese atto di non disporre di alcun supporto apprezzabile dai loro alleati italiani. L'Italia si ritrovò quindi, di li in avanti, in un ruolo assolutamente marginale nelle decisioni strategiche dell'Asse.

Dal lato Greco, l'Offensiva di Primavera esaurì ulteriormente l'esercito che aveva combattuto ininterrottamente una potenza numericamente più grande negli ultimi sei mesi, pur con un significativo supporto di materiale britannico. Hitler, dal canto suo, non avrebbe mai lasciato che il suo alleato, l'Italia fascista, potesse essere sconfitto nella guerra contro la Grecia, emettendo quindi gli ordini per l'intervento militare (Operazione Marita) già dal dicembre 1940. Dopo che l'intervento tedesco assicurò una rapida vittoria dell'Asse, Hitler in seguito riconobbe che l'invasione tedesca della Grecia fu notevolmente facilitata dagli italiani che trattennero e sanguinarono la maggior parte delle limitate forze militari della Grecia.

La controffensiva greca (13 novembre 1940 – 7 aprile 1941)